# Caloscarta pallescens
Caloscarta pallescens är en insektsart som beskrevs av William Lucas Distant 1916. Caloscarta pallescens ingår i släktet Caloscarta och familjen spottstritar.
Artens utbredningsområde är Sri Lanka. Inga underarter finns listade i Catalogue of Life.